# Кармызова, Екатерина Петровна
Екатерина Петровна Кармызова (род. 3 августа 1920 год, деревня Прилеповка) — птичница Минской птицефабрики имени Крупской, Минская область, Белорусская ССР. Герой Социалистического Труда (1966). Депутат Верховного Совета Белорусской ССР.

## Биография
Родилась в 1920 году в крестьянской семье в деревне Прилеповка (сегодня — Дрибинский район, Могилёвская область). С 1953 по 1976 года работала полеводом, уборщицей и птичницей на Минской птицефабрике имени Крупской.
Указом Президиума Верховного Совета СССР от 22 марта 1966 года удостоена звания Героя Социалистического Труда с вручением ордена Ленина и золотой медали «Серп и Молот».
Избиралась депутатом Верховного Совета Белорусской ССР 7-го созыва (1967—1971)
В 1976 году вышла на пенсию.